# Luiz Carlos de Moraes (militar)
Luiz Carlos de Moraes (Taquari,  1876 - 1968), foi um militar brasileiro, historiador e lexicográfico, e também folclorista e tradicionalista gaúcho. Foi sócio, em 1943, do IHGRGS, e publicou, no Centenário da Revolução Farroupilha em 1935, o Vocabulário Sul-Rio-Grandense. Atuou como comandante de destacamento no Combate do Seival no ano de 1926, no estado do Rio Grande do Sul, durante a Revolta Tenentista.

## Biografia
Filho de Luís Paulino de Moraes e de Umbelina Ribeiro de Moraes. Cursou a Escola Preparatória e Tática de Rio Pardo, no Rio Grande do Sul. Fez carreira militar, foi Alferes em 1901. No ano de 1926, comandou o 3º Regimento durante o Combate do Seival, ainda na posição de Major. 

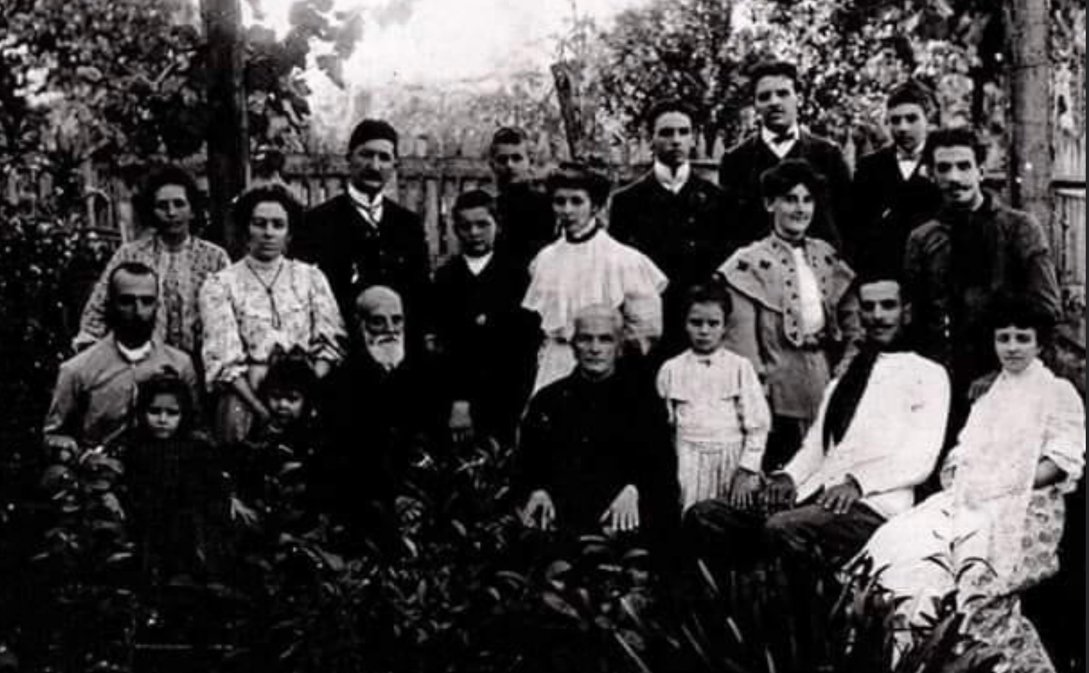
Luiz Carlos de Moraes (jovem, de camisa branca e lenço) ao lado de sua primeira esposa. Ao centro da foto, de barba, o Coronel Luiz Paulino de Moraes, seu pai.

Na Província de Santa Catarina, foi Interventor Federal interino, de 15 de março a 18 de abril de 1931. Substituiu o Interventor Ptolomeu de Assis Brasil e a este entregou a administração. O Jornal A República, de Florianópolis, em edição de 19 de abril de 1931, definiu a passagem de Coronel Luiz Carlos de Moraes, pelo cargo de interventor como:  "Um militar brioso, e consciente dos seus deveres, soube imprimir, no curto lapso de seu governo, um cunho de moralidade e justiça a todos os seus actos públicos, conquistando assim a estima popular".
Em 1933 partiu para Alegrete, com a finalidade de assumir o Comando do Regimento de Cavalaria do município. 
Foi membro da Academia Rio-Grandense de Letras, onde foi o encarregado do elogio fúnebre do grande historiador General Souza Docca, hoje patrono de cadeira da Academia de História Militar Terrestre do Brasil e nome de sua Delegacia em São Borja. Luiz Carlos de Moraes foi Comandante do Colégio Militar de Porto Alegre de 1938 a 1939, o último do CMPA em sua primeira fase, quando foi substituído pela Escola Preparatória de Cadetes, em 1939.
O Coronel Luiz Carlos de Moraes foi o primeiro Presidente do GRÊMIO BENEFICENTE DOS OFICIAIS DO EXÉRCITO (GBOEX), entre 1939 e 1950.
No ano de 1944, chegou a Coronel reformado.

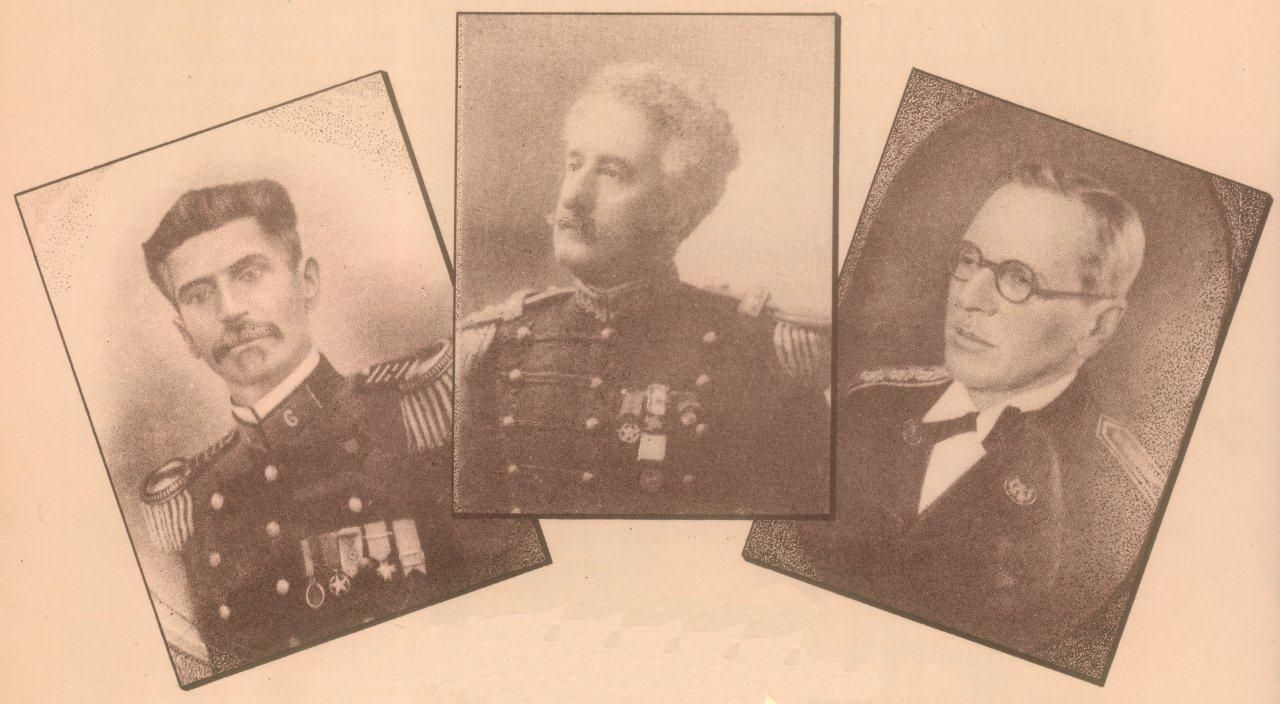
O Coronel Luiz Carlos de Moraes foi o primeiro Presidente do GRÊMIO BENEFICENTE DOS OFICIAIS DO EXÉRCITO, entre 1939 e 1950.

## O Combate do Seival
Osvaldo Aranha era Intendente de Alegrete na época, e a força comandada por ele se constituía por uma tropa de civis, a qual fazia parte do Destacamento Major Morais, por sua vez comandado pelo major do Exército Luiz Carlos Morais. Este destacamento fora organizado por ordem do comandante da 3ª Região Militar, devido aos levantes de São Gabriel, Bagé e Santa Maria. Era constituído por oitenta homens do serviço de remonta e pelo 4º esquadrão do 1º regimento de cavalaria da Brigada Militar, que partira rumo a a São Gabriel em 14 de novembro de 1926, comandado pelo capitão Eugênio Henrique Krum. Completava o efetivo do destacamento Major Morais um grupo  de soldados do 6º R.C.I., comandados pelo Capitão Adolfo Ramos de Melo, mais a Tropa comandada por Osvaldo Aranha, com auxílio do major Laurindo Ramos.
No dia 25 de novembro de 1926, a força de quinhentos homens liderada por Osvaldo Aranha e pelo major Laurindo Ramos foi emboscada no Passo do Seival, sofrendo uma derrota no combate travado contra os rebeldes. Sob a liderança do tenente Alcides Etchegoyen, quatrocentos homens armados (entre civis, oficiais e praças do Exército) atacaram a tropa legalista na várzea do Seival. Três metralhadoras Hotchkiss manejadas por hábeis atiradores, além de fuzis, provocaram mais de cem baixas nas forças legalistas, entre mortos e feridos, além da morte de animais e extravio de material bélico. A derrota foi uma consequência da desobediência de Osvaldo Aranha e Laurindo Ramos às ordens do major Luiz Carlos Morais, o qual determinara ao primeiro a exploração da região de Caçapava, e ao segundo, a exploração das estradas provenientes de São Sepé. As duas tropas deviam localizar o inimigo, mas evitando entrar totalmente em combate até a chegada completa das forças do major Morais, que por sua vez deveria ser comunicado periodicamente sobre os passos da missão confiada às duas tropas. O major Laurindo Ramos jamais manteve contato com o major Morais, enquanto Osvaldo Aranha enviou notícias apenas inicialmente, para depois cortar contato e ainda por cima ordenar a retirada do 4º esquadrão do 1º R.C.I. do Passo do Rocha, no Rio Vacacaí. O 4º esquadrão estava guarnecendo o local por ordem do major Luiz Carlos Morais, a fim de evitar a passagem dos revoltosos, mas acabou se envolvendo no combate do Seival devido à decisão de Osvaldo Aranha, que terminou gravemente ferido no tornozelo por uma balda de mosquetão, sendo mais tarde operado em Lavras do Sul. A situação desfavorável levou o major Laurindo Ramos a ordenar a retirada das tropas legalistas do Passo do Seival, indo ao encontro do destacamento liderado pelo major Luiz Carlos Morais, que estava se deslocando para auxiliar as tropas emboscadas.

## Vocabulário Sul-Rio-Grandense
Em 1935, ocasião do centenário da Revolução Farroupilha, Luiz Carlos de Moraes publicou o Vocabulário Sul-Rio-Grandense. A edição, lançada pela Livraria do Globo, de Porto Alegre, ainda é referência no estudo da Lexicografia e constantemente citada em artigos acadêmicos e pesquisas sobre o tema.

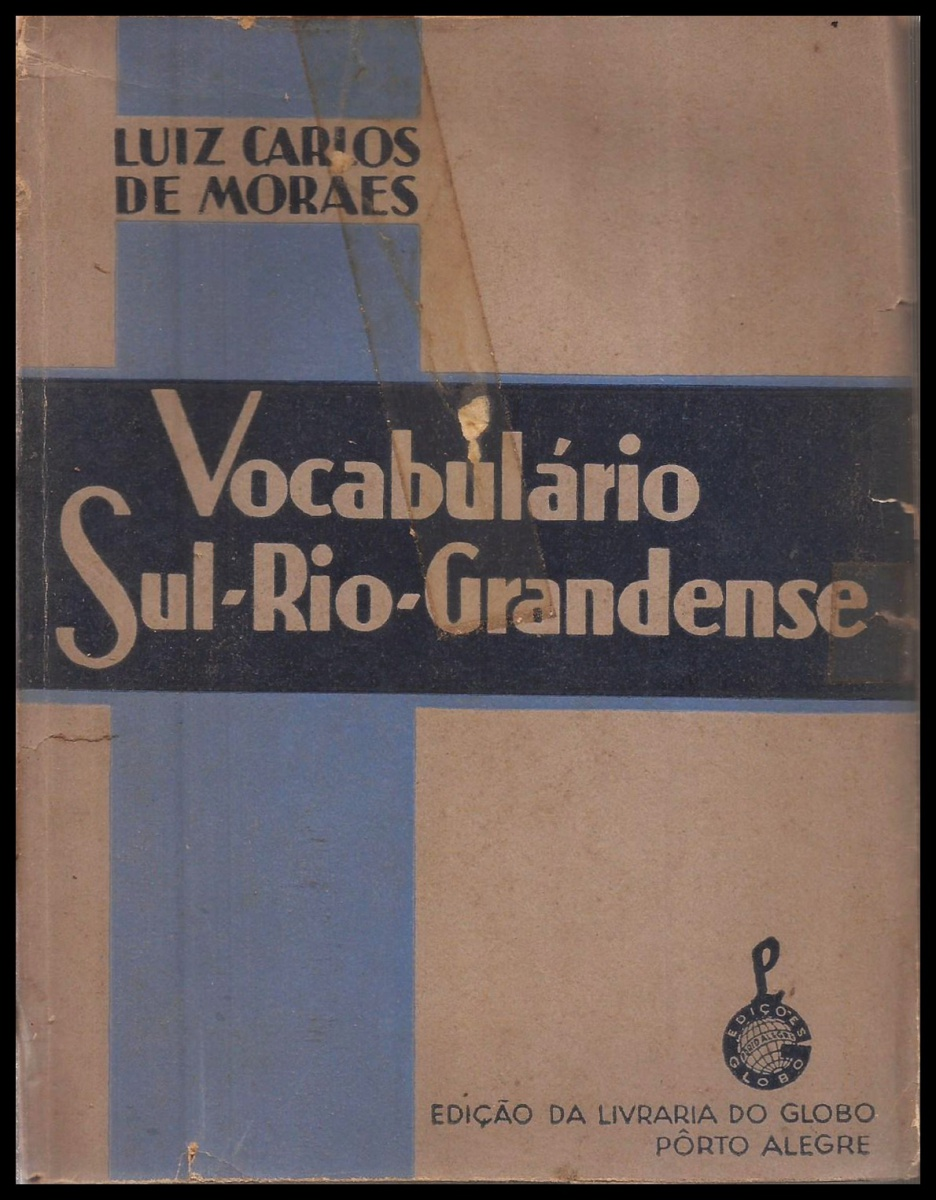
Primeira edição do Vocabulário Sul-Riograndense, publicada em 1935.